# Estadi Muhammadu Dikko
L'Estadi Muhammadu Dikko és un estadi esportiu de la ciutat de Katsina, a Nigèria.
Va ser inaugurat l'any 2013 amb el nom Estadi Karkanda. El 2016 se li canvià el nom pel de l'emir Muhammadu Dikko. El club El-Kanemi Warriors FC de Maiduguri va jugar en aquest estadi els seus partits com a local entre els anys 2015 i 2016 durant la insurgència de Boko Haram. Actualment hi juga el club Katsina United.

## Referències

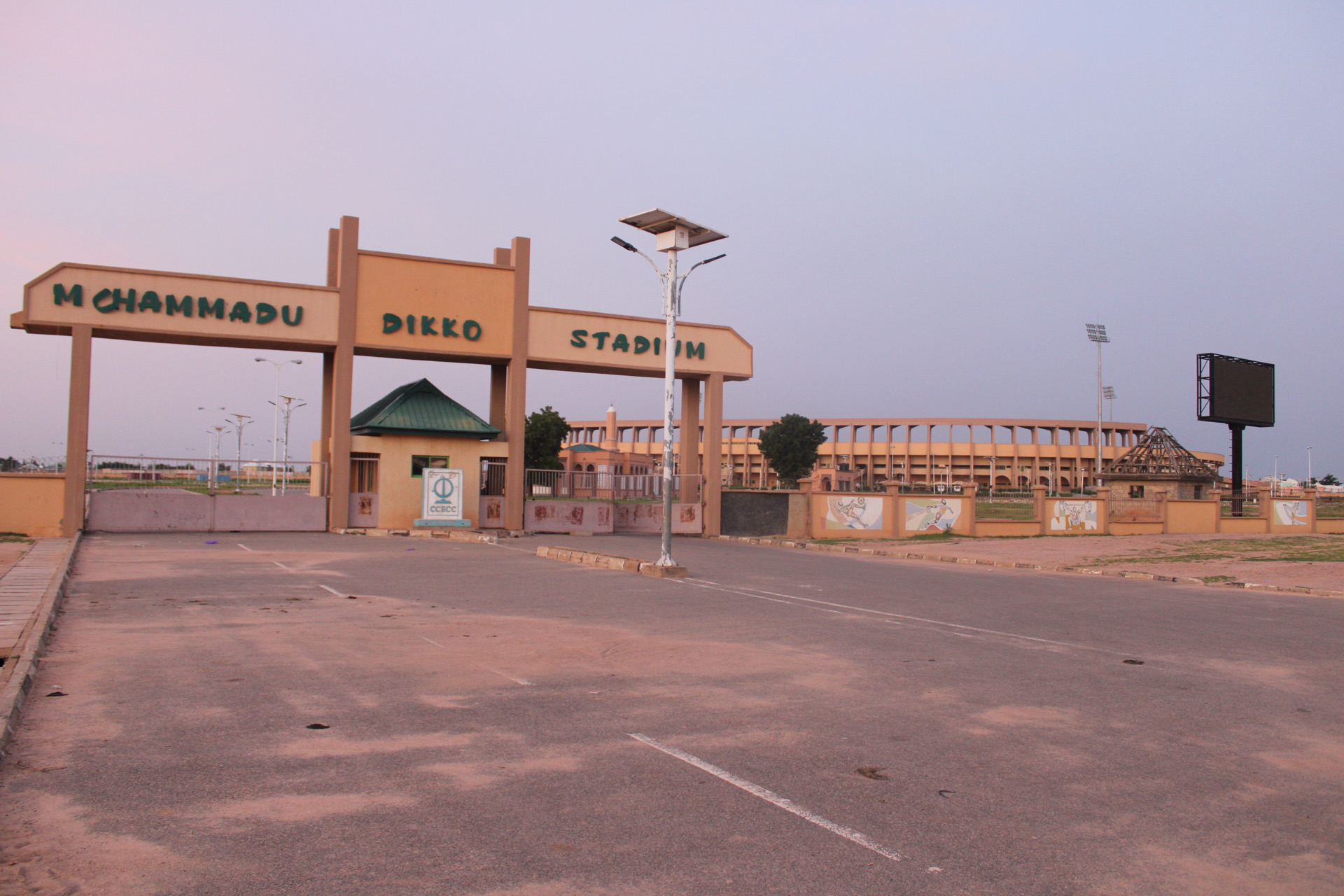
Exterior de l'estadi Muhammadu Dikko.

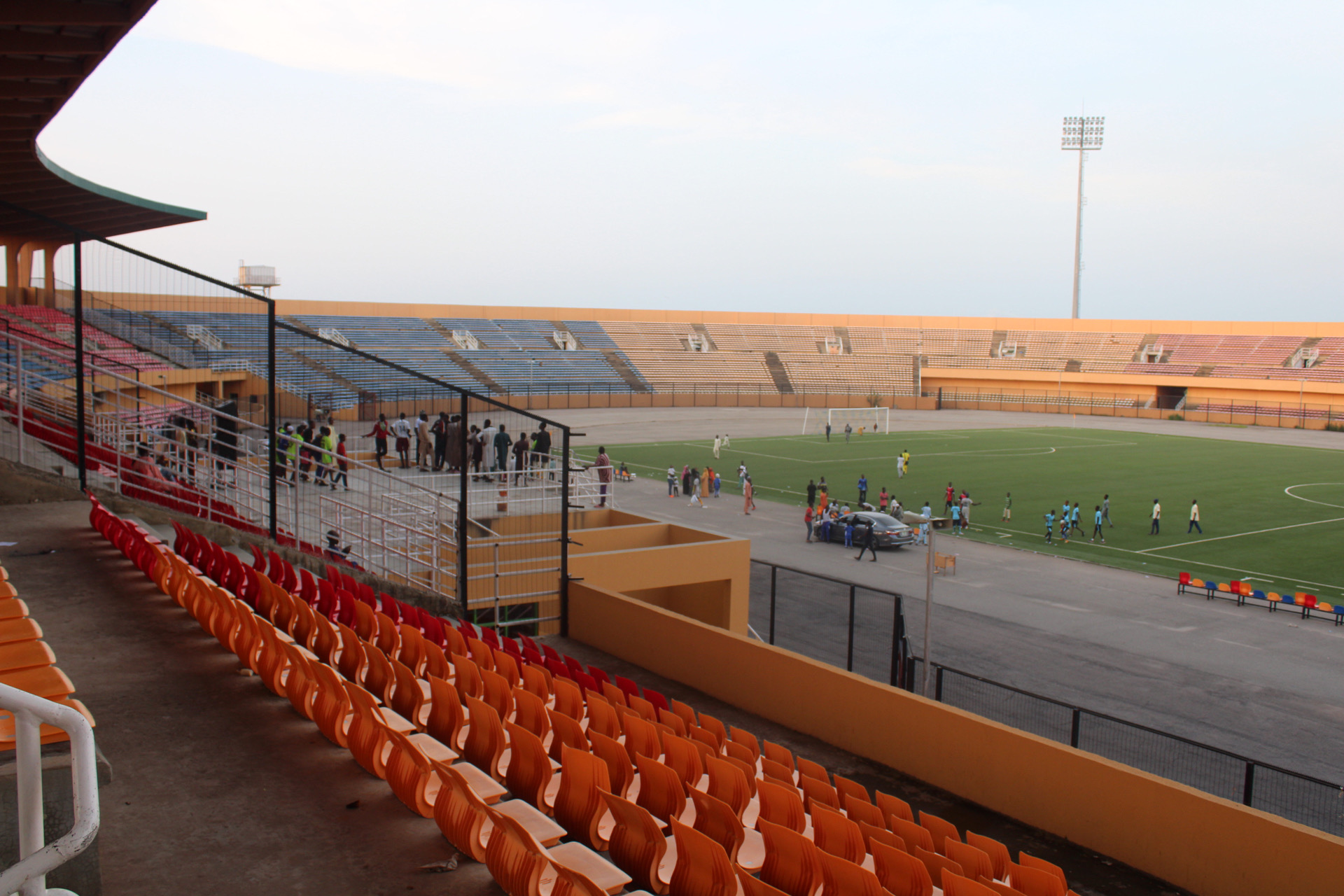
Interior de l'estadi Muhammadu Dikko.